# Скакаваць
45°28′ пн. ш. 15°43′ сх. д. / 45.46° пн. ш. 15.71° сх. д.
Скакаваць (хорв. Skakavac) — населений пункт у Хорватії, в Карловацькій жупанії у складі міста Карловаць.

## Населення
Населення за даними перепису 2011 року становило 233 осіб.
Динаміка чисельності населення поселення: